# لنج‌سازی در ایران
دانش ساخت لنج به دانش ساخت لنجهای ایرانی گفته می‌شود.این لنج‌ها که توسط مردم جنوب ایران و ساکنان خلیج‌فارس برای دو کاربرد عمده مسافربری و باری ساخته می‌شود و در سفرهای دریایی، تجارت، ماهیگیری و غواصی مروارید استفاده می‌شود.لنج‌ها به طور سنتی با استفاده از دست و چوب ساخته می‌شوند.اغلب کارگاه‌های ساخت لنج‌های چوبی در استان‌های هرمزگان، بوشهر، سیستان‌وبلوچستان و خوزستان قرار دارد.
بندر لافت، بندر گوران، بندر پُهل، بندر کنگ و جاسک در استان هرمزگان و گناوه و چابهار از جایگاه‌های مهم ساخت لنج در ایران به‌شمار می‌آیند.دریانوردان ایرانی این لنج‌ها را با توجه به موقعیت خورشید، ماه و ستاره و با استفاده از فرمولی خاص برای محاسبه عرض و طول جغرافیایی و همچنین عمق آب و پیش بینی‌های آب و هواشناسی می‌سازند.ساخت لنج دارای موسیقی و ریتم‌های خاص خود است که این سرودها توسط کارگران در حال کار کردن خوانده می‌شد.به علت هزینه بالا و زمان طولانی ساخت لنج‌های چوبی، امروزه دریانوردان لنج‌های فایبرگلاس را بیشتر ترجیح می‌دهند و این باعث شده تا فرهنگ و دانش و تشریفات ساخت لنج‌های چوبی به تدریج در حال کم‌رنگ شدن باشد. سال ۲۰۱۱ مهارت‌های سنتی ساخت و ساز و دریانوردی لنج ایرانی در خلیج‌فارس در فهرست میراث ناملموس یونسکو به ثبت رسید.

## نگارخانه

یک لنج کوچک ایرانی در آب‌های آزاد چابهار
لنج‌های پهلوگرفته در اسکله‌ی کنارک در حوزهٔ آبی چابهار